# Ласеромс, Тео
Матеус Вильгельм Теодор Ласеромс (нидерл. Matheus Wilhelmus Theodorus Laseroms; 8 марта 1940, Розендал, Северный Брабант — 25 апреля 1991, Зволле) — нидерландский футболист, защитник. Выступал за сборную Нидерландов, в составе клуба «Фейеноорд» выиграл Кубок европейских чемпионов сезона 1969/1970.

## Карьера
Начал карьеру в молодёжном клубе ФК «Розендал». В 1957 году попал в основной состав этого клуба.
В 1958 году перешел в ФК «НАК Бреда», в составе которого провел 5 лет, за которые отыграл 129 матчей и забил 28 голов.
Позже, в 1963 перешел в футбольный клуб «Спарта» из Роттердама. В составе этого клуба играл на протяжении 4 лет, за это время успел отыграть 104 матча, в которых забил 11 мячей.
В 1967 году отыграл 13 матчей за ФК «Питтсбург Фантомс» из одноименного города. Позднее, в 1968 году вернулся в Нидерланды.
После возвращения играл в футбольном клубе «Фейеноорд», в его составе выиграл Кубок европейских чемпионов сезона 1969/70.
В 1972 году перебрался в бельгийский «Гент», где в 1974 году завершил карьеру игрока.
В период с 1965 по 1970 играл за сборную своей страны. За это время провел 6 матчей, в которых забил один раз.
С 1974 по 1991 тренировал несколько профессиональных клубов и сборную Бахрейна.

## Статистика

### Матчи Ласеромса за сборную Нидерландов
| Матчи Ласеромса за сборную Нидерландов | Матчи Ласеромса за сборную Нидерландов | Матчи Ласеромса за сборную Нидерландов | Матчи Ласеромса за сборную Нидерландов | Матчи Ласеромса за сборную Нидерландов | Матчи Ласеромса за сборную Нидерландов |
| -------------------------------------- | -------------------------------------- | -------------------------------------- | -------------------------------------- | -------------------------------------- | -------------------------------------- |
| №                                      | Дата                                   | Соперник                               | Счёт                                   | Голы Ласеромса                         | Соревнование                           |
| 1                                      | 7 апреля 1965                          | Северная Ирландия                      | 0:0                                    | —                                      | Чемпионат мира 1966 (отбор)            |
| 2                                      | 14 ноября 1965                         | Швейцария                              | 1:2                                    | 1                                      | Чемпионат мира 1966 (отбор)            |
| 3                                      | 4 сентября 1968                        | Люксембург                             | 2:0                                    | —                                      | Чемпионат мира 1970 (отбор)            |
| 4                                      | 27 октября 1968                        | Болгария                               | 0:2                                    | —                                      | Чемпионат мира 1970 (отбор)            |
| 5                                      | 16 апреля 1969                         | Чехословакия                           | 2:0                                    | —                                      | Товарищеский матч                      |
| 6                                      | 11 октября 1970                        | Югославия                              | 1:1                                    | —                                      | Чемпионат Европы 1972 (отбор)          |

Итого: 6 матчей / 1 гол; 2 победы, 2 ничьи, 2 поражения.